# Paraphytus dentifrons
Paraphytus dentifrons är en skalbaggsart som beskrevs av Lewis 1895. Paraphytus dentifrons ingår i släktet Paraphytus och familjen bladhorningar. Inga underarter finns listade i Catalogue of Life.